# Synagoge (Dabrówno)
Koordinaten: 53° 25′ 49,8″ N, 20° 2′ 9,6″ O

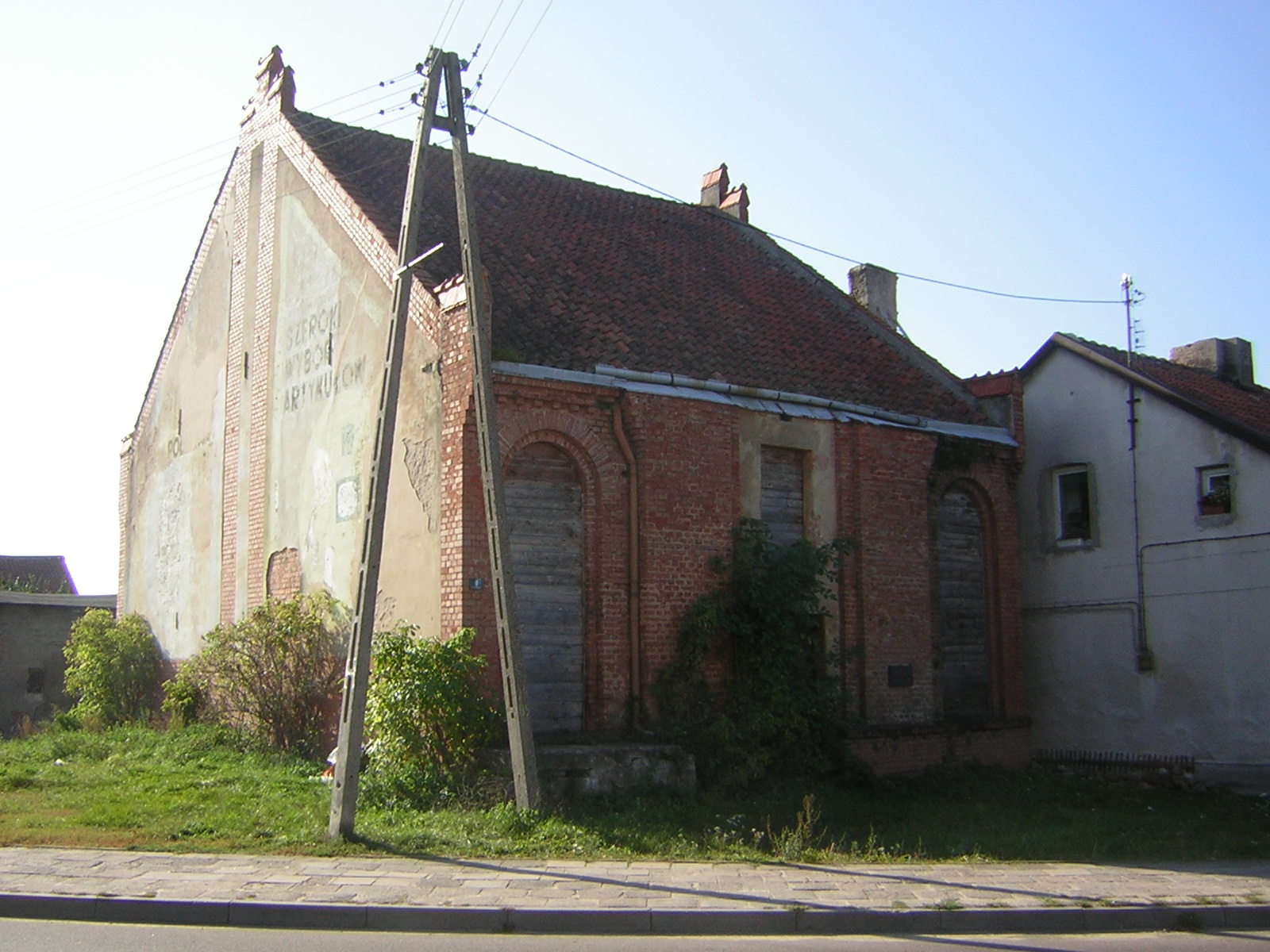
Synagoge in Dabrówno

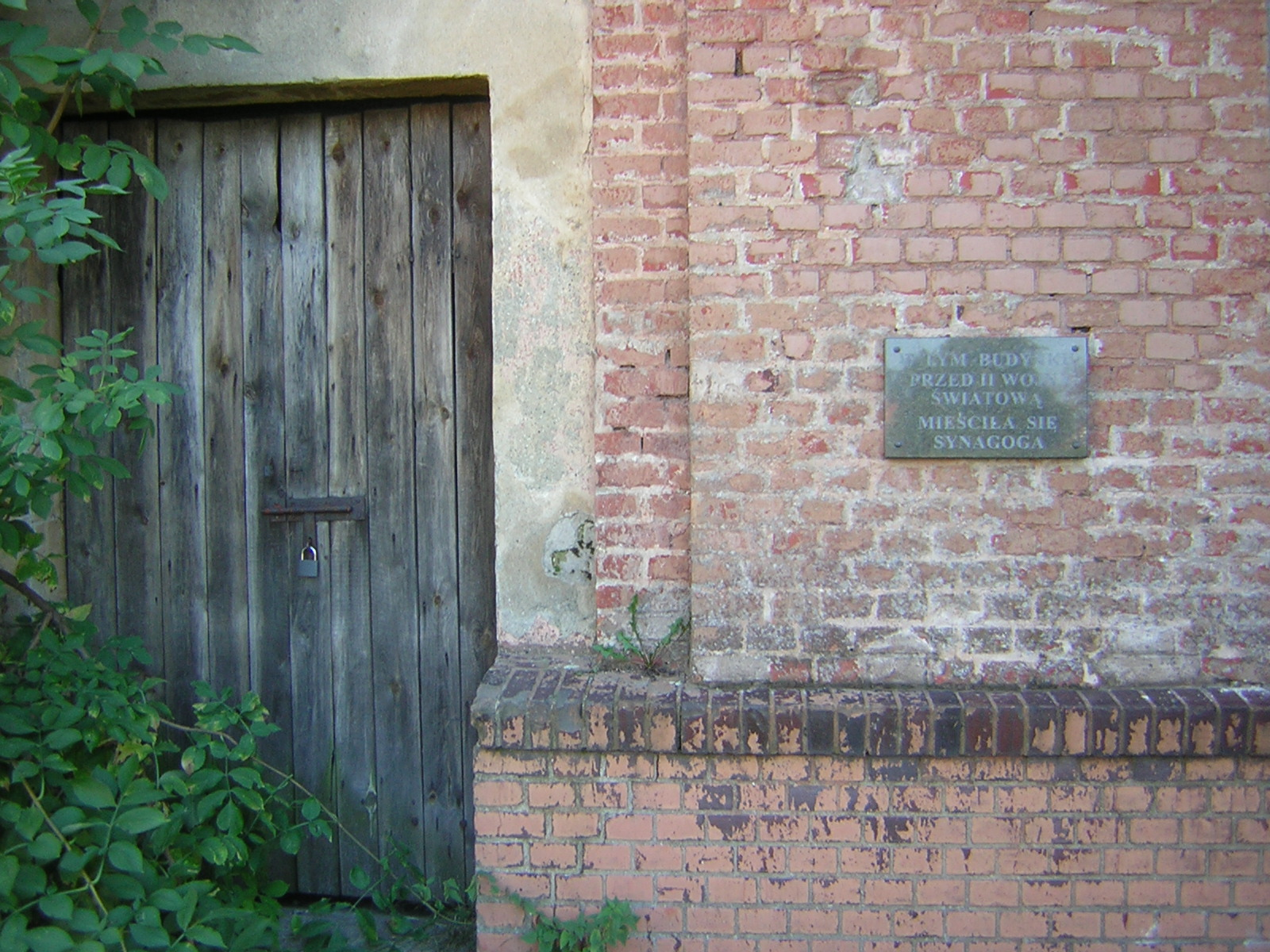
Eingang und Gedenktafel

Die Synagoge in Dąbrówno (deutsch Gilgenburg), einem Dorf und Sitz einer Landgemeinde im Powiat Ostródzki in der polnischen Woiwodschaft Ermland-Masuren, wurde Anfang des 19. Jahrhunderts errichtet. Die profanierte Synagoge ist seit 1991 ein geschütztes Baudenkmal.
Das aus roten Backsteinen gefertigte Synagogengebäude steht an der Hauptstraße, die als polnische Vorstadt bezeichnet wurde.
Beim Novemberpogrom 1938 wurde die Synagoge in Brand gesetzt und damit innen völlig zerstört.
Nach 1945 diente das Synagogengebäude jahrzehntelang als Lagerraum und verfiel zusehends. Die abgebildete Gedenktafel wurde 2002 errichtet.

## Gedenken
Seit 2002 erinnert eine Gedenktafel am Synagogengebäude an dessen einstige Nutzung.